# Adlullia fumosa
Adlullia fumosa är en fjärilsart som beskrevs av Pieter Cornelius Tobias Snellen 1877. Adlullia fumosa ingår i släktet Adlullia och familjen tofsspinnare. Inga underarter finns listade i Catalogue of Life.